# 藤崎町図書館大夢
藤崎町図書館大夢（ふじさきまちとしょかんたいむ）は、青森県南津軽郡藤崎町大字藤崎にある公共図書館である。なお、本項では、前身の「藤崎町民図書館」の沿革についても触れる。

## 沿革
- 1976年（昭和51年）
  - 3月 - 藤崎町議会にて「町民図書館設置条例」が可決される。
  - 4月1日 - 藤崎字中村井21番地の藤崎町公民館内の「公民館図書室」から「藤崎町民図書館」として独立・発足（町村立図書館としては津軽地方初）[2]。
- 1999年（平成11年）3月1日 - 現在地に「ふれあいずーむ館」が完成し、「藤崎町図書館大夢」として開館[3]。

## 開館時間
- 火曜日 - 日曜日の9:00 - 17:00

## 休館日
- 月曜日
- 年末年始
- 館内整理日（毎月末日とその他不定日）
- 月曜日が祝日と重なる場合は直後の平日

## アクセス
- JR五能線藤崎駅から、徒歩5分。
- 弘南バス
  - 「イオン藤崎店前」バス停から、徒歩10分（『西豊田地下道』を通った場合）。
  - 「藤崎青銀前」バス停から、徒歩10分。

## 周辺
- JR五能線藤崎駅
- 藤崎郵便局
- 藤崎町立藤崎小学校

## 参考資料
- 『藤崎町史 第三巻(現代)』（藤崎町・1996年3月25日発行）179～183頁「第五章 町村合併後 四 施設の整備 社会教育施設」
- 「市町村の姿 - 藤崎町 おもなできごと」『東奥年鑑2000年版 記録編』東奥日報社、1999年9月1日、301頁。ASIN B000J7JCJY。